# La mia peggiore amica
La mia peggiore amica (Poison Ivy) è un film del 1992 diretto da Katt Shea. Presenta come protagonisti Drew Barrymore, Sara Gilbert e Tom Skerritt, in un ruolo secondario Cheryl Ladd, e  Leonardo DiCaprio come comparsa. La sinossi fu ideata da Melissa Goddmard, successivamente fu portata in sceneggiatura da Andy Ruben, uno dei produttori. Tutte le riprese avvennero a Los Angeles. Le musiche furono curate da David Michael Frank.
Nonostante l'insuccesso al botteghino, incassando solo $1,829,804 (per via della limitata visione in sole 20 sale cinematografiche), il film ha comunque riscontrato forte apprezzamento, e verso la metà degli anni 90 divenne un successo fra le televisioni via cavo. Ne conseguirono, come risultato, tre differenti sequel: La mia peggiore amica 2, Violet - La nuova seduzione e Poison Ivy: La società segreta.
Nel 1992 il Sundance Film Festival lo candidò per il premio della giuria al il miglior film, e nel 1993, Sara Gilbert fu candidata dagli Independent Spirit Award come miglior attrice non protagonista.

## Trama
Sylvie Cooper, diciassettenne di famiglia benestante ma solitaria, introversa e dall'aspetto poco curato, frequenta un istituto privato per altolocati. Ad un ritrovo boschivo incontra la coetanea Ivy, giovane trasandata e di umili origini  ma bellissima, estroversa e scaltra. Fra le due nasce una sincera amicizia che velocemente evolve in un rapporto di sorellanza, inizialmente non accettato dal padre di Sylvie, Darryl, ricco presentatore televisivo con un passato da  alcolista e in preda alla classica "crisi di mezza età". Non contraria è invece la madre Georgie, affetta da enfisema e costretta al perenne riposo aiutata da bombole di ossigeno, che sviluppa una forte simpatia per Ivy.
Quando la zia di quest'ultima muore, la ragazza si trasferisce in casa Cooper dove inizia a migliorare i rapporti con la famiglia dell'amica. In particolar modo, nasce un feeling profondo con Georgie: la donna infatti, rivedendo in Ivy sé stessa in gioventù, inizia a viziarla prestandole i suoi vestiti più belli e costosi e anche il padre Darryl cambia gradualmente opinione sulla sua persona. 
Grazie alla convivenza, però, Ivy scopre come Sylvie le abbia mentito su argomenti molto importanti: durante la prima fase della loro conoscenza, infatti, la ragazza Cooper, probabilmente pensando in tal modo di rendersi più interessante, aveva confidato alla nuova amica di aver tentato il suicidio qualche tempo prima e di come Darryl non fosse il suo padre biologico, informazioni che si rivelano entrambe false.
Ivy, per parte sua, comincia a manifestare segnali di una personalità manipolatrice: si mostra compiacente con Georgie fino ai limiti della piaggeria, gioca con l'affetto di Sylvie al fine ottenere vantaggi materiali o indurre l'amica a compiere gesti di cui non è affatto convinta (ad esempio a sottoporsi alla realizzazione di un tatuaggio permanente) e, di tanto in tanto, pare voler provocare sessualmente Darryl con pose e sguardi particolarmente audaci.

Qualche tempo dopo, Darryl organizza un esclusivo party serale nella propria villa per rilanciare la sua popolarità in declino: l'uomo è angosciato dall'idea di essere ormai troppo anziano per risultare credibile e apprezzato come anchorman. A causa di un concomitante impegno con un'associazione benefica per la quale fa volontariato, Sylvie non potrà però essere presente alla serata e collaborare alla sua preparazione: la ragazza non nasconde il suo disappunto nei confronti di Ivy, che ha consapevolmente creato il disguido in quanto, alcuni giorni prima, aveva risposto alla telefonata di convocazione dell'associazione garantendo la presenza di Sylvie pur avendo sotto gli occhi un'agenda con ben evidenziata la data del party. 
Ivy diviene così la grande protagonista della serata: indossa per l'occasione un provocante abito rosso di Georgie e delle calze autoreggenti nere e raccoglie gli apprezzamenti e gli sguardi ammirati di tutti gli uomini presenti, incluso Darryl con il quale comincia esplicitamente a flirtare e che induce a bere champagne malgrado, da ex alcolista, dovrebbe astenersi completamente dalle bevande alcoliche. 
Alla fine della serata la ragazza trova però il padrone di casa dubbioso circa la reale efficacia del party e di umore piuttosto cupo: Ivy abbraccia teneramente Darryl che contraccambia con impeto, i due stanno evidentemente per baciarsi allorché vengono sorpresi da Georgie che, improvvisamente alzatasi dal letto, accusa Ivy di non nutrire una vera amicizia per Sylvie ma di averla solo usata per insinuarsi nella loro famiglia. Ivy si difende asserendo di aver abbracciato Darryl solo perché lo aveva visto in procinto di piangere e attribuisce la tristezza dell'uomo al fatto che molti invitati della festa avessero notato una forte somiglianza tra lei e Georgie accentuata anche dall'abito indossato dalla giovane. La ragazza prepara quindi due flute di champagne per la coppia al fine di mostrare la sua benevola intenzione di riappacificarli ma mette una compressa di sonnifero nel bicchiere di Georgie che, tornata a letto, si addormenta di schianto facendo cadere la flute. Darryl, affranto, si china a raccogliere i cocci del bicchiere e Ivy, che sta sorseggiando lo champagne destinato a Darryl (il quale aveva rinunciato al vino dopo il rimbrotto della moglie) gli si avvicina accarezzandogli il collo; l'uomo, travolto dal desiderio, comincia quindi ad accarezzarle e baciarle le gambe sollevandole lentamente il vestito e i due hanno infine un rapporto sessuale.
La mattina successiva Sylvie, ancora furibonda per essere stata esclusa dal party, accusa Ivy di essere diventata sempre più altezzosa e snob e di essere un'approfittatrice che usufruisce del benessere della sua famiglia e indossa in continuazione abiti di Georgie. Le due litigano furiosamente e Sylvie diserta la scuola recandosi invece all'altalena nel bosco dove aveva per la prima volta incontrato l'amica. Qualche ora dopo, Darryl va a prendere Ivy all'uscita da scuola con l'intenzione di chiarire gli avvenimenti della notte precedente e manifestare la sua ferma intenzione di arrestare subito la pericolosa relazione: l'uomo viene però ancora una volta irretito dalla bellezza e dalla recitata ingenuità della ragazza e, dopo aver acquistato una bottiglia di champagne, i due finiscono per appartarsi in un bosco ove, sotto una leggera pioggia, fanno nuovamente l'amore sul cofano dell'auto. Il mattino seguente Georgie è in procinto di uccidersi ma interviene Ivy, che prima mostra di volerla salvare trattenendole il braccio ma successivamente la spinge giù dal balcone uccidendola. Dal momento che Georgie era malata incurabile, gravemente depressa e aveva già tentato in passato il suicidio, nessuno dubita che la donna si sia volontariamente tolta la vita.
Dopo diverse settimane, Ivy si pone sempre più come nuova figura materna per Sylvie che, addolorata e confusa, sembra accettare la cosa. Tuttavia una mattina, dopo aver messo a nuovo la potente spider della donna defunta, le due si accingono ad utilizzarla per darle un saluto finale portando a bordo l'urna cineraria di Georgie. Durante il tragitto, Ivy fa involontariamente comprendere a Sylvie di essere l'assassina della madre ma di aver semplicemente adempiuto alla sua reale volontà di farla finita e, nel bel mezzo del litigio, perde il controllo della vettura che va a schiantarsi contro un albero: Ivy, approfittando dello svenimento di Sylvie, la colloca al posto di guida facendola così passare per l'artefice dell'incidente.
Sylvie si risveglia quindi in ospedale e inutili sono le sue spiegazioni al padre, che si rifiuta di credere alla sua versione circa l'incidente d'auto e la morte di Georgie. Lasciata sola nella struttura, la  notte stessa fugge per ritornare alla villa: penetrando di soppiatto in casa la ragazza assiste con sgomento a un infuocato rapporto sessuale tra Ivy e Darryl che, notandola, la insegue disperatamente. L'uomo viene finalmente a scoprire che alla guida della macchina vi era Ivy e la invita ad andarsene dalla loro vita. La ragazza allora si ritrova ad emulare il suicidio di Georgie mettendosi in piedi sulla balaustra del balcone ove viene però notata da Sylvie, che, per via di un'allucinazione che si era già manifestata poco prima quando aveva sorpreso l'amica intenta a far l'amore con il padre, sovrappone al volto di Ivy quello della madre. Ritrovata la lucidità, riesce a spingere giù dal balcone Ivy, che precipita  al suolo e muore sul colpo. Nella narrazione finale, Sylvie ammette di amare ancora Ivy e come, nonostante tutto, le manchi.

## Colonna sonora
Per migliorarne la promozione, dal film fu estratta una colonna sonora ufficiale, curata principalmente da David Michael Frank. Inizialmente fu affiancato da Aaron Davis, ma il risultato di quest'ultimo fu rifiutato, alcune sue tracce tuttavia rimasero intatte.
L'album fu rilasciato in compact disc il 14 giugno del 1992 a New York City, in versione limitata. Altre copie furono distribuite gratuitamente sul set del film.
1. Meet Ivy - (03:30)
2. Swinging Roadkill - (00:33)
3. Your Turn! - (00:37)
4. A friendship Is Born - (01:45)
5. Welcome To Our Home - (02:50)
6. Can He See Me? - (00:47)
7. Happy Birthday - (03:12)
8. Will This Help? - (02:28)
9. Washing Away The Memories - (01:05)
10. Ivy's Seduction - (06:44)
11. Welcome Back - (00:32)
12. Slow Down - (01:06)
13. Easy Escape - (01:20)
14. Mom? Ivy? - (01:45)
15. We Can All Be A Family - (02:01)
16. End Credits - (04:57)

Altri brani udibili nel film sono: Baby 89 dei The Humpers, Very First Lie di Material Issue, Let It Go e The Salt of Joy di Dan Reed, Too Bad di Ugly Kid Joe, Out of The Blue di Aaron Davis Band e Mama Never Told Me di Dan Shea.